# Бузавети
Бузавети (груз. ბუზავეთი, арм. Բուզավեթ) — село в Грузии, на территории Ахалкалакского муниципалитета края (мхаре) Самцхе-Джавахети.

## География
Село находится в южной части Грузии, у подножия западного склона горы Диди-Абули, на расстоянии приблизительно 6 километров (по прямой) к востоку от города Ахалкалаки, административного центра муниципалитета. Абсолютная высота — 1948 метров над уровнем моря.

## Население
По результатам официальной переписи населения 2014 года, в Бузавети проживало 190 человек (92 мужчины и 98 женщин). В национальной структуре населения армяне составляли 99,5 %, грузины — 0,5 %.
| Год  | Население, человек |
| ---- | ------------------ |
| 2002 | 252                |
| 2014 | ↘ 190              |